# Scottish FA Cup 1976/77
Der Scottish FA Cup wurde 1976/77 zum 92. Mal ausgespielt. Der wichtigste schottische Fußball-Pokalwettbewerb, der vom Schottischen Fußballverband geleitet und ausgetragen wurde, begann am 18. Dezember 1976 und endete mit dem Finale am 7. Mai 1977 im Glasgower Hampden Park. Als Titelverteidiger starteten die Glasgow Rangers in den Wettbewerb, die sich im Vorjahresfinale gegen Heart of Midlothian durchsetzen konnten. Im diesjährigen Endspiel um den Schottischen Pokal standen erneut die Rangers im Finale diesmal gegen Celtic im Old-Firm-Derby. Im insgesamt elften Finalderby der beiden Vereine seit deren ersten Begegnung im Pokalendspiel 1893/94 konnte Celtic durch einen verwandelten Strafstoß von Andy Lynch das Spiel mit 1:0 für sich Entscheiden. In der Saison 1976/77 gewann Celtic das Double aus Meisterschaft und Pokal. Aufgrund des Sieges in der Meisterschaft nahm Celtic am Europapokal der Landesmeister 1977/78 teil, die Rangers als Verlierer des Endspiels im Europapokal der Pokalsieger.

## 1. Runde
Ausgetragen wurden die Begegnungen zwischen dem  18. und 28. Dezember 1976.
|                        | Ergebnis |                      |
| ---------------------- | -------- | -------------------- |
| FC Cowdenbeath         | 3:4      | FC Clydebank         |
| Elgin City             | 4:0      | FC Vale of Leithen   |
| FC Caledonian          | 3:2      | FC Stenhousemuir     |
| Clachnacuddin F.C.     | 1:2      | FC Inverness Thistle |
| St. Cuthbert Wanderers | 0:1      | Brechin City         |
| FC Stranraer           | 1:0      | Berwick Rangers      |

## 2. Runde
Ausgetragen wurden die Begegnungen am 8. Januar 1977. Die Wiederholungsspiele zwischen dem 16. und 24. Januar 1977 statt.
|                    | Ergebnis |                       |
| ------------------ | -------- | --------------------- |
| Albion Rovers      | 2:1      | Raith Rovers          |
| Brechin City       | 0:0      | FC Inverness Thistle  |
| FC Clydebank       | 2:0      | FC Selkirk            |
| Forfar Athletic    | 0:2      | Elgin City            |
| FC Girvan          | 0:3      | FC Queen’s Park       |
| FC Caledonian      | 1:1      | Alloa Athletic        |
| Meadowbank Thistle | 1:2      | FC East Stirlingshire |
| FC Stranraer       | 0:0      | Stirling Albion       |

### Wiederholungsspiele
|                      | Ergebnis |               |
| -------------------- | -------- | ------------- |
| Alloa Athletic       | 3:1      | FC Caledonian |
| FC Inverness Thistle | 1:3      | Brechin City  |
| Stirling Albion      | 2:1      | FC Stranraer  |

## 3. Runde
Ausgetragen wurden die Begegnungen zwischen dem 29. Januar 7. Februar 1977. Die Wiederholungsspiele fanden zwischen dem 6. und 8. Februar 1977 statt.
|                       | Ergebnis |                 |
| --------------------- | -------- | --------------- |
| Airdrieonians FC      | 1:1      | Celtic Glasgow  |
| FC Arbroath           | 1:0      | Brechin City    |
| Dunfermline Athletic  | 0:1      | FC Aberdeen     |
| FC East Fife          | 2:1      | FC Clyde        |
| FC East Stirlingshire | 0:3      | Albion Rovers   |
| Hamilton Academical   | 0:0      | FC Clydebank    |
| Heart of Midlothian   | 1:1      | FC Dumbarton    |
| Hibernian Edinburgh   | 3:0      | Partick Thistle |
| Greenock Morton       | 0:1      | Ayr United      |
| FC Motherwell         | 3:0      | FC Kilmarnock   |
| Queen of the South    | 3:2      | FC Montrose     |
| FC Queen’s Park       | 0:0      | Alloa Athletic  |
| Glasgow Rangers       | 3:1      | FC Falkirk      |
| Stirling Albion       | 1:1      | Elgin City      |
| FC St. Johnstone      | 1:1      | FC Dundee       |
| FC St. Mirren         | 4:1      | Dundee United   |

### Wiederholungsspiele
|                | Ergebnis  |                     |
| -------------- | --------- | ------------------- |
| Alloa Athletic | 1:0       | FC Queen’s Park     |
| Celtic Glasgow | 5:0       | Airdrieonians FC    |
| FC Clydebank   | 3:0       | Hamilton Academical |
| FC Dumbarton   | 0:1 n. V. | Heart of Midlothian |
| FC Dundee      | 4:2       | FC St. Johnstone    |
| Elgin City     | 3:2       | Stirling Albion     |

## Achtelfinale
Ausgetragen wurden die Begegnungen am 26. und 27. Februar 1977. Die Wiederholungsspiele fanden am 2. März 1977 statt.
|                     | Ergebnis |                     |
| ------------------- | -------- | ------------------- |
| FC Arbroath         | 1:1      | Hibernian Edinburgh |
| Celtic Glasgow      | 1:1      | Ayr United          |
| FC Dundee           | 0:0      | FC Aberdeen         |
| FC East Fife        | 2:1      | Albion Rovers       |
| Heart of Midlothian | 1:0      | FC Clydebank        |
| FC Motherwell       | 2:1      | FC St. Mirren       |
| Queen of the South  | 2:1      | Alloa Athletic      |
| Glasgow Rangers     | 3:0      | Elgin City          |

### Wiederholungsspiele
|                     | Ergebnis |                |
| ------------------- | -------- | -------------- |
| FC Aberdeen         | 1:2      | FC Dundee      |
| Ayr United          | 1:3      | Celtic Glasgow |
| Hibernian Edinburgh | 1:2      | FC Arbroath    |

## Viertelfinale
Ausgetragen wurden die Begegnungen am 12. März 1977. Das Wiederholungsspiel fand am 15. März 1977 statt.
|                     | Ergebnis |                    |
| ------------------- | -------- | ------------------ |
| FC Arbroath         | 1:3      | FC Dundee          |
| Celtic Glasgow      | 5:1      | Queen of the South |
| Heart of Midlothian | 0:0      | FC East Fife       |
| Glasgow Rangers     | 2:0      | FC Motherwell      |

### Wiederholungsspiel
|              | Ergebnis |                     |
| ------------ | -------- | ------------------- |
| FC East Fife | 2:3      | Heart of Midlothian |

## Halbfinale
Ausgetragen wurden die Begegnungen am 30. März und 8. April 1977 im Hampden Park von Glasgow.
|                 | Ergebnis |                     |
| --------------- | -------- | ------------------- |
| Celtic Glasgow  | 2:0      | FC Dundee           |
| Glasgow Rangers | 2:0      | Heart of Midlothian |

## Finale
| Celtic Glasgow                        | Celtic Glasgow | Glasgow Rangers | Glasgow Rangers |
| ------------------------------------- | --- | --- | --------------- |
| Celtic Glasgow                        | \| Finale \| \| 7. Mai 1977 in Glasgow (Hampden Park) \| \| Ergebnis: 1:0 (0:0) \| \| Zuschauer: 54.252 \| \| Schiedsrichter: Bob Valentine \| \| Spielbericht \|                                | \| Finale \| \| 7. Mai 1977 in Glasgow (Hampden Park) \| \| Ergebnis: 1:0 (0:0) \| \| Zuschauer: 54.252 \| \| Schiedsrichter: Bob Valentine \| \| Spielbericht \|                                                  | Glasgow Rangers |
| Celtic Glasgow                        | Peter Latchford – Danny McGrain, Pat Stanton, Roddie MacDonald, Andy Lynch – Alfie Conn junior, Roy Aitken, Jóhannes Eðvaldsson, Paul Wilson – Kenny Dalglish, Joe Craig Cheftrainer: Jock Stein | Stewart Kennedy – Sandy Jardine, Colin Jackson, John Greig, Tom Forsyth – Tommy McLean, Kenny Watson (Chris Robertson), Johnny Hamilton, Alex MacDonald – Derek Johnstone, Derek Parlane Cheftrainer: Jock Wallace | Glasgow Rangers |
| Celtic Glasgow                        | 1:0 Andy Lynch (20.) | | Glasgow Rangers |
| Finale                                | | |                 |
| 7. Mai 1977 in Glasgow (Hampden Park) | | |                 |
| Ergebnis: 1:0 (0:0)                   | | |                 |
| Zuschauer: 54.252                     | | |                 |
| Schiedsrichter: Bob Valentine         | | |                 |
| Spielbericht                          | | |                 |